# Herdònia
Herdònia (llatí Herdonia o Herdonea, també Ardona i Cerdonia) fou una ciutat de la Pulla, al país dels daunis, a la via Egnàcia, entre Eces (Aecae) i Ad Udecim (a uns 25 km de cadascuna). Fou destruïda per Hanníbal, però fou restaurada i més tard erigida en colònia. És la moderna Ordona.
Fou escenari de dues batalles: Vegeu Herdonea